# 8 Pułk Grenadierów (Imperium Rosyjskie)

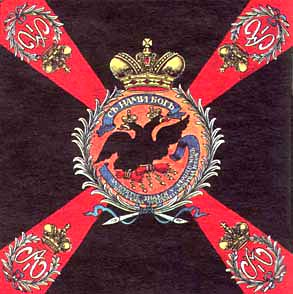
Sztandar pułku ok. 1800 roku

8 Moskiewski Pułk Grenadierów Wielkiego Księcia Meklemburgii-Schwerina Fryderyka (ros. 8-й гренадерский Московский Великого Герцога Мекленбург-Шверинского Фридриха полк, trans. 8 grenadierskij moskowskij welikogo Gercoga Meklemburg-Szwerinskogo Fridricha połk) – pułk piechoty okresu Imperium Rosyjskiego.

## Charakterystyka
Sformowany 15 maja 1790. Stacjonował między innymi w m. Twer.

Do 1914 roku patronami pułku byli wielcy książęta Meklemburgii i Schwerinu – ostatnim był Fryderyk Franciszek IV. 
Pułk wziął udział w działaniach zbrojnych epoki napoleońskiej, w walkach przeciw powstaniu listopadowemu (w tym bitwie pod Ostrołęką), a także w działaniach zbrojnych okresu I wojny światowej.

 W przededniu I wojny światowej pułk etatowo posiadał cztery bataliony po cztery kompanie oraz kompanię tyłową. Kompania piechoty czasu wojny liczyła około 240 żołnierzy i 4–5 oficerów. Na szczeblu pułku występował także pododdział karabinów maszynowych (8 km), łączności (w tym 14 konnych gońców i 21 telefonistów) i zwiadowczy (64 zwiadowców, w tym 4 kolarzy). W sumie pułk liczył około 4000 żołnierzy.

## Podporządkowanie
Lipiec 1914:
- Korpus Grenadierów – Moskwa
  - 2 Dywizja Grenadierów
    - 2 Brygada Grenadierów (2-я гренадерская бригада)
      - 8 Moskiewski pułk grenadierów – Twer

## Dowódcy pułku
- marzec 1915 - lipiec 1915 - Aleksander Messner (ros. Александр Яковлевич Месснер)
- lipiec 1915 - październik 1915 - pułkownik Mikołaj Berens (ros. Николай Генрихович Беренсь)
- styczeń 1916 - Aleksander Messner (ros. Александр Яковлевич Месснер)